# Test di Siegel-Tukey
Il test di Siegel-Tukey è un test non parametrico che si applica su dati misurati almeno su una 
scala ordinale e viene detto anche test per le differenze di scala tra due gruppi.
Viene usato quando si vuole verificare se uno dei due gruppi tende ad avere valori più estremi dell'altro gruppo,
sia sul lato inferiore della scala che su quello superiore.

In altre parole se uno dei due gruppi tende ad allontanarsi da posizioni moderate, a volte verso destra, altre volte verso sinistra, ma comunque allontanandosi dal centro (della scala ordinale).
Il test venne pubblicato nel 1960 da Sidney Siegel e John Wilder Tukey nel Journal of the American Statistical Association con l'articolo "A nonparametric sum of ranks procedure for relative spread in unpaired samples".

## Principio
Il principio si basa sulla seguente idea:
Se ci sono due gruppi A e B con n osservazioni per il primo e m osservazioni per il secondo gruppo,
(Cosicché ci sono N = n + m osservazioni complessive), e si ordinano tutte (N)
le osservazioni in ordine crescente, ci si può attendere che i valori dei due gruppi siano
mischiati ovvero ordinati in modo casuale, se non ci sono differenze tra i due gruppi (ipotesi nulla H0).
Ciò vorrebbe dire che sia tra i punteggi (ranghi) estremi (alti e bassi) che
tra i punteggi centrali troveremo un misto di valori provenienti dal gruppo A e dal gruppo B.
Nel caso che il gruppo A fosse più tendente a estremismi (ipotesi alternativa H1)
allora avremo una elevata proporzione di osservazioni provenienti da A tra i valori bassi o alti
e una ridotta proporzione presso il centro della distribuzione di entrambi i gruppi.
H0 : σ²A = σ²B e MeA = MeB (dove σ² e Me sono rispettivamente varianza e mediana)
H1 : σ²A > σ²B

## Metodo
Abbiamo i due gruppi A e B con le seguenti osservazioni (già ordinate in ordine crescente)
```
A: 33 62 84 85 88 93 97
B:  4 16 48 51 66 98
```

Riunendo i gruppi si ottiene
```
Gruppo:  B  B  A  B  B  A  B  A  A  A  A  A  B
Valore:  4 16 33 48 51 62 66 84 85 88 93 97 98
Rango:   1  4  5  8  9 12 13 11 10  7  6  3  2
```

dove il rango viene calcolato procedendo alternativamente dai due estremi.
La somma W dei ranghi di ciascun gruppo è
```
W
A
 = 5 + 12 + 11 + 10 +  7 + 6 + 3 = 54
W
B
 = 1 +  4 +  8 +  9 + 13 + 2     = 37
```

Se l'ipotesi nulla è vera, ci si aspetta che la somma dei ranghi (tenuto conto della dimensione dei due gruppi) sia approssimativamente la stessa.
Se invece uno dei due gruppi è più estremista, la sua somma dovrebbe essere inferiore, in quanto riceve soprattutto i punteggi bassi riservati alle code mentre l'altro gruppo riceve i punteggi alti assegnati al centro (vedasi per analogia test di Wilcoxon-Mann-Whitney).

## Test
La domanda è: La differenza tra le due somme è casuale o significativa?
A tale scopo si utilizza la distribuzione campionaria di Wilcoxon, secondo la quale la probabilità che in presenza dell'ipotesi nulla si ottengano il valore WB=37 o più piccolo è pari a 27%.
In altre parole: la differenza non è significativa. (effettivamente l'esempio è stato costruito con dati generati casualmente).

## Commento
Il test di Siegel-Tukey è relativamente poco potente. Per esempio in presenza di valori distribuiti come una gaussiana la potenza è pari a 0,61%.
Inoltre, se l'ipotesi di uguaglianza delle mediane non è soddisfatta, allora il test può dare risposta "significativa" anche solo per quel fatto (in tal caso si utilizza se possibile il test dei ranghi equivalenti di Moses).